# سيلفيا وودز
سيلفيا وودز (بالإنجليزية: Sylvia Woods)‏ هي عازفة قيثار ‏ أمريكية، ولدت في 23 مايو 1951.

## وصلات خارجية
- سيلفيا وودز على موقع ديسكوغز (الإنجليزية)